# Michelle Lorraine
Pour les articles homonymes, voir Lorraine (homonymie).
Michelle Lorraine, née en 19 novembre 1925 à Vitré et morte le 8 mai 1967 , est une écrivaine et poétesse française.

## Œuvres
- Poésie promenade, Paris, Éditions Seghers, 1952, 38 p. (BNF 32394476)
- Châteaux en mer, Paris, Éditions du Seuil, 1955, 158 p. (BNF 32394474)
- L’Écolier, Paris, Éditions du Seuil, 1956, 156 p. (BNF 32394475)

## Prix
- Prix d'Académie de l'Académie française 1956 pour l'ensemble de son œuvre.